# دانشگاه آزاد اسلامی واحد دهاقان
دانشگاه آزاد اسلامی واحد دهاقان در اسفند ماه سال ۱۳۶۶ مجوز فعالیت خود را اخذ و در سال ۱۳۶۷ با تک رشته علوم‌اجتماعی کار خود را از حسینیه اعظم شهر دهاقان آغاز نمود. به موازات فعالیت‌های علمی عملیات اجرایی مجتمع دانشگاه در زمینی به وسعت ۳۰ هکتار در ۳ کیلومتری جاده دهاقان ـ شهرضا شروع گردید.

در مهر ماه ۱۳۷۰ اولین واحد آموزشی این مجتمع در محل کنونی اش افتتاح شد. این مجتمع دانشگاهی اکنون دارای ۷۷ رشته تحصیلی در تمامی مقاطع از کاردانی تا دکتری تخصصی در رشته‌های فنی ـ مهندسی، علوم انسانی و پزشکی می‌باشد.

## سایر بخش‌های دانشگاه

### مزرعه کشت زعفران
در سال ۱۳۹۴ این واحد دانشگاهی اقدام به زیر سازی ۱ هکتار از زمین‌های این دانشگاه جهت کشت زعفران نمود.
در نهایت این مزرعه در سال ۱۳۹۵ به بهره‌برداری رسید و نخستین محصول آن در این سال راهی بازار گردید.

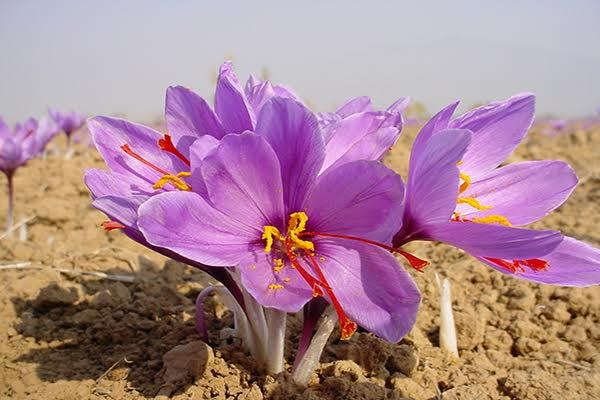
گل زعفران کشت شده در این مزرعه
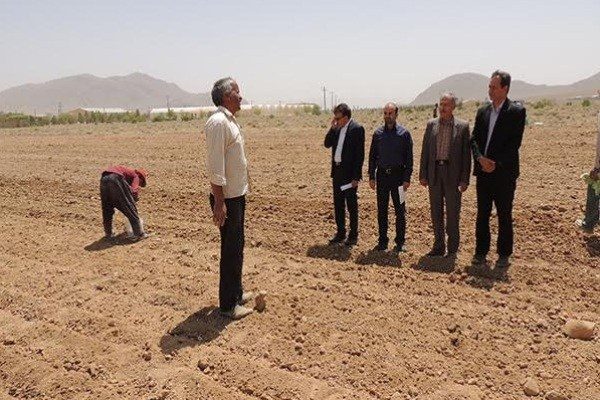
افتتاح و آماده سازی مزرعه
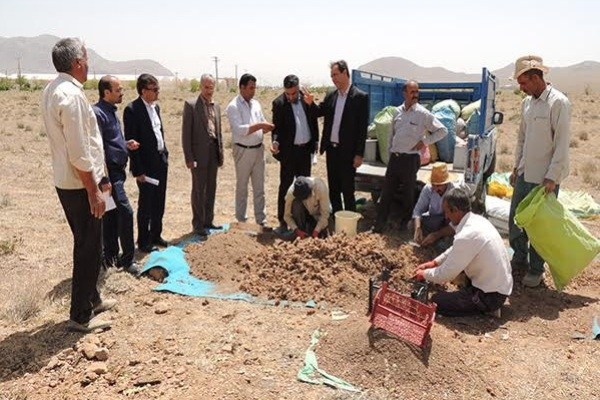
افتتاح و آماده سازی مزرعه
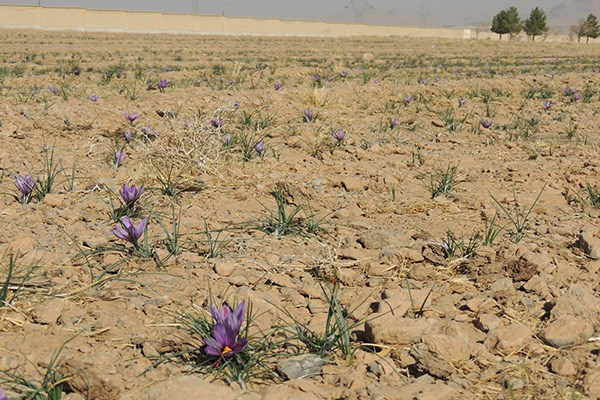
گل‌های زعفران کشت شده در این مزرعه

### گلخانه هوشمند
این واحد دانشگاهی در مهرماه سال ۱۳۹۴ اقدام به افتتاح رسمی گلخانه هوشمند خود توسط احمد علی فروغی ابری نمود. در آذرماه سال ۱۳۹۴ این گلخانه اولین محصولش را راهی بازار کرد.

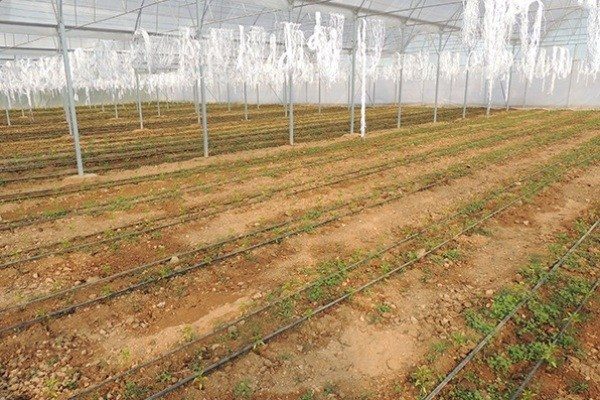
فاز دوم گلخانه
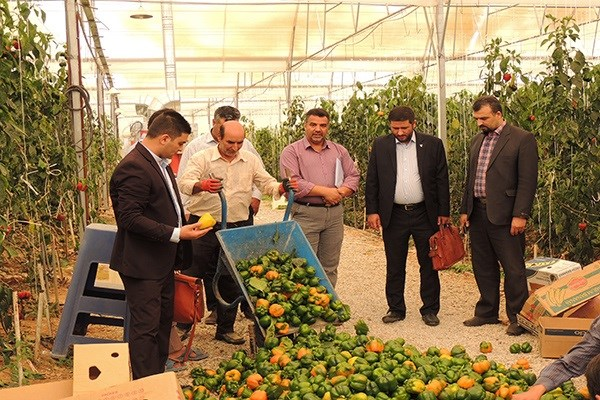
نمونه محصولات این گلخانه
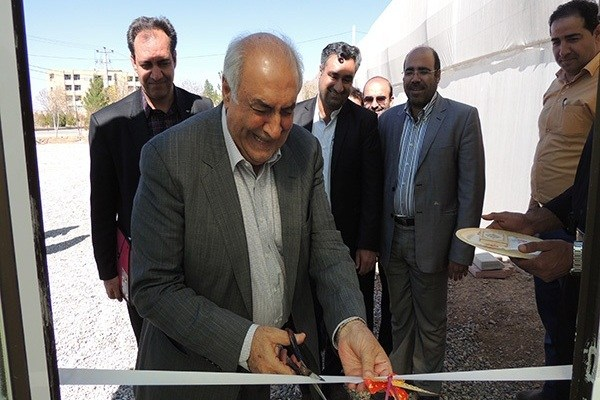
مراسم افتتاح این گلخانه توسط احمد علی فروغی ابری
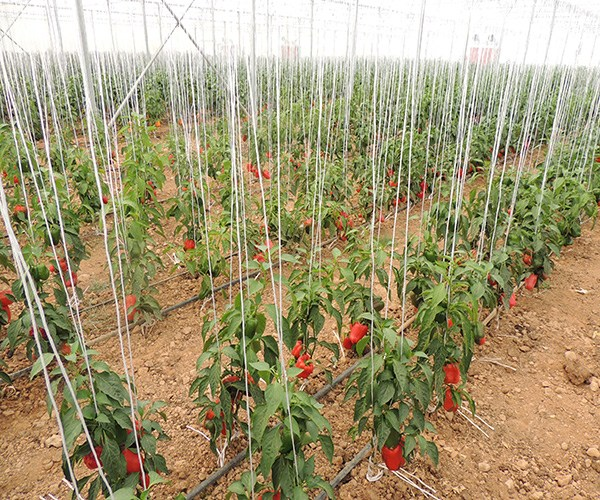
گلخانه در زمان باردهی محصول